# 慕沙莫哈末
丹斯里慕沙莫哈末（1943年11月29日—2024年6月8日）马来西亚学者、政治人物、前教育部长。1982年至1998年，他担任马来西亚理科大学副校长。1999年，被首相马哈迪·莫哈末任命为上议员。随后，于1999年至2004年出任教育部长。2000年至2003年成为巫统最高理事会成员。在任教育部长时，他和内阁批准了两所工程领域的大学学院，即彭亨大学和玻璃市大学成立。同时，他还在2001年至2003年担任国际教育部长组织主席。

## 教育背景
慕沙莫哈末曾于1962年获得新加坡大学药学学士学位，并于1972年获得伦敦大学制药技术理学硕士学位。

## 逝世
2024年6月8日，慕沙莫哈末因血癌逝世，享年80岁。

## 个人荣誉
- 马来西亚：
  -  联邦王冠效忠功臣勋章（JSM）（1981年）[6]
  -  联邦王冠效忠领袖勋章（PSM）—丹斯里（1994年）[6]
- 檳城：
  -  槟城护国荣誉勋章（DMPN）—拿督
- 霹靂：
  -  霹雳效忠拿督勋章（DPCM）—拿督（1985年）[6]
  -  霹雳王冠斯里勋章（SPMP）—拿督斯里（2000年）[6]